# ケンタッキー魂
『ケンタッキー魂』（ケンタッキーだましい、The Fighting Kentuckian）は1949年のアメリカ合衆国の映画。製作と主演はジョン・ウェイン。

## ストーリー
1818年、ワーテルローの戦いで敗戦したナポレオン軍の兵士とその家族がアメリカまで亡命し、アメリカ政府よりアラバマ準州の4群区を授けられる。
それから1年後、アラバマ準州での任務を終えたケンタッキー連隊が帰郷への旅路についていた。
連隊員ジョン・ブリーンは部隊を去るため、ポール・ド・マルシャン将軍の娘フローレット・ド・マルシャンの元へと転がり込む。
ところが、ブリーンの同僚であるウィリーに見つかって追いかけられる。
ブリーンがフローレットと一緒にいたところ、彼女の婚約者であるブレイク･ランドルフ、フランス兵ジョージス・ジェロー大佐、町の有力者であるジョージ・ヘイデンが現れる。
ブリーンは酒場でいざこざを起こしたかどで逮捕されることとなったが、ケンタッキー連隊も来たため、ブリーンは連隊に紛れ込む形でその場を去る。
その後、フランス人居留地・デモポリスにて、フローレットとランドルフの婚約パーティーが行われようとしていたところに、連隊が現れる。
ブリーンはフローレットと再会するが、彼女と連隊のどちらを取るか迷う。
ある時、ブリーンは無職者を追い出そうとしたヘイデンともめるが、ヘイデンの愛人であるアン・ローガンの口実によりブリーンは測量技師ということになる。
アンは測量技師だった自分の恋人の死の真相を探るべくヘイデンに近づいたことを明かし、ブリーンも協力する。
ブリーンとウィリーが測量技師のふりをしていたところ、何者かの襲撃を受ける。やがて、ブリーンが測量技師でないことが露見し、連行される。
そして、結婚式当日。ランドルフはヘイデンの元へ行き、ヘイデンの襲撃を受けて死ぬ。ランドルフと同じ部屋に監禁されていたブリーンは部屋を脱出し、ヘイデンを追う。
そして、フローレットの助太刀によりブリーンがヘイデンをしとめた後、ウィリーが連れてきた増援により、ヘイデンの手下も倒される。

## キャスト
※括弧内は日本語吹替（放送日1969年2月24日『サントリー名画劇場』）
- ジョン・ブリーン：ジョン・ウェイン（糸博）
- フルーレット・デ・マルシャン：ヴェラ・ラルストン（赤沢亜沙子）
- ジョージズ・ジェロー大佐：フィリップ・ドーン（家弓家正）
- ウィリー・ペイン：オリヴァー・ハーディ（神山卓三）
- アン・ローガン：マリー・ウィンザー
- ブレイク・ランドルフ：ジョン・ハワード
- ポール・デ・マルシャン将軍：ヒューゴ・ハース（和田文夫）

## スタッフ
- 監督：ジョージ・ワグナー
- 製作：ジョン・ウェイン
- 脚本：ジョージ・ワグナー
- 撮影：リー・ガームス
- 音楽：ジョージ・アンセイル
- 制作：ジョン・ウェイン・プロダクション

## ギャラリー

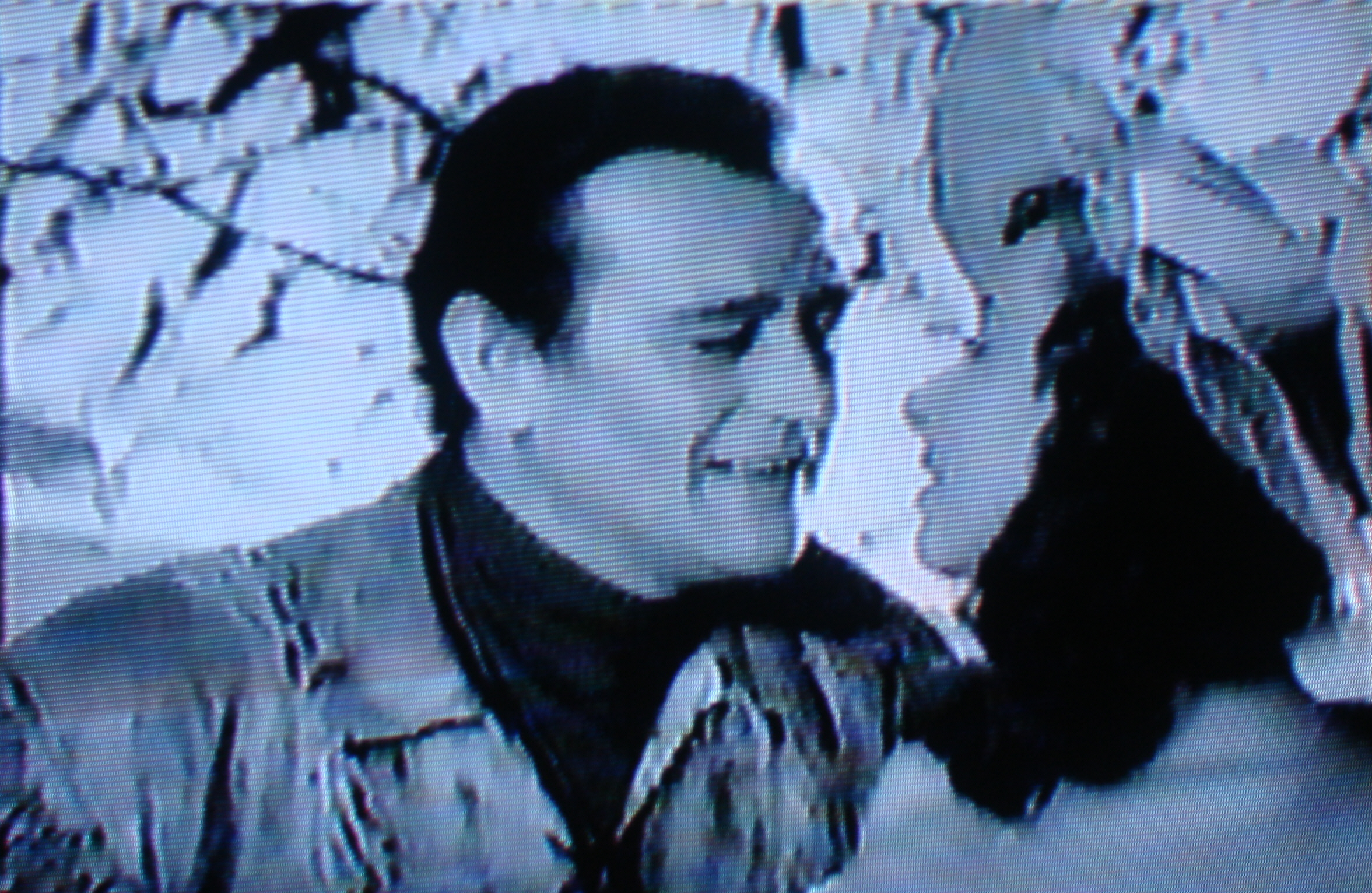
ジョン・ウェインとヴェラ・ラルストン
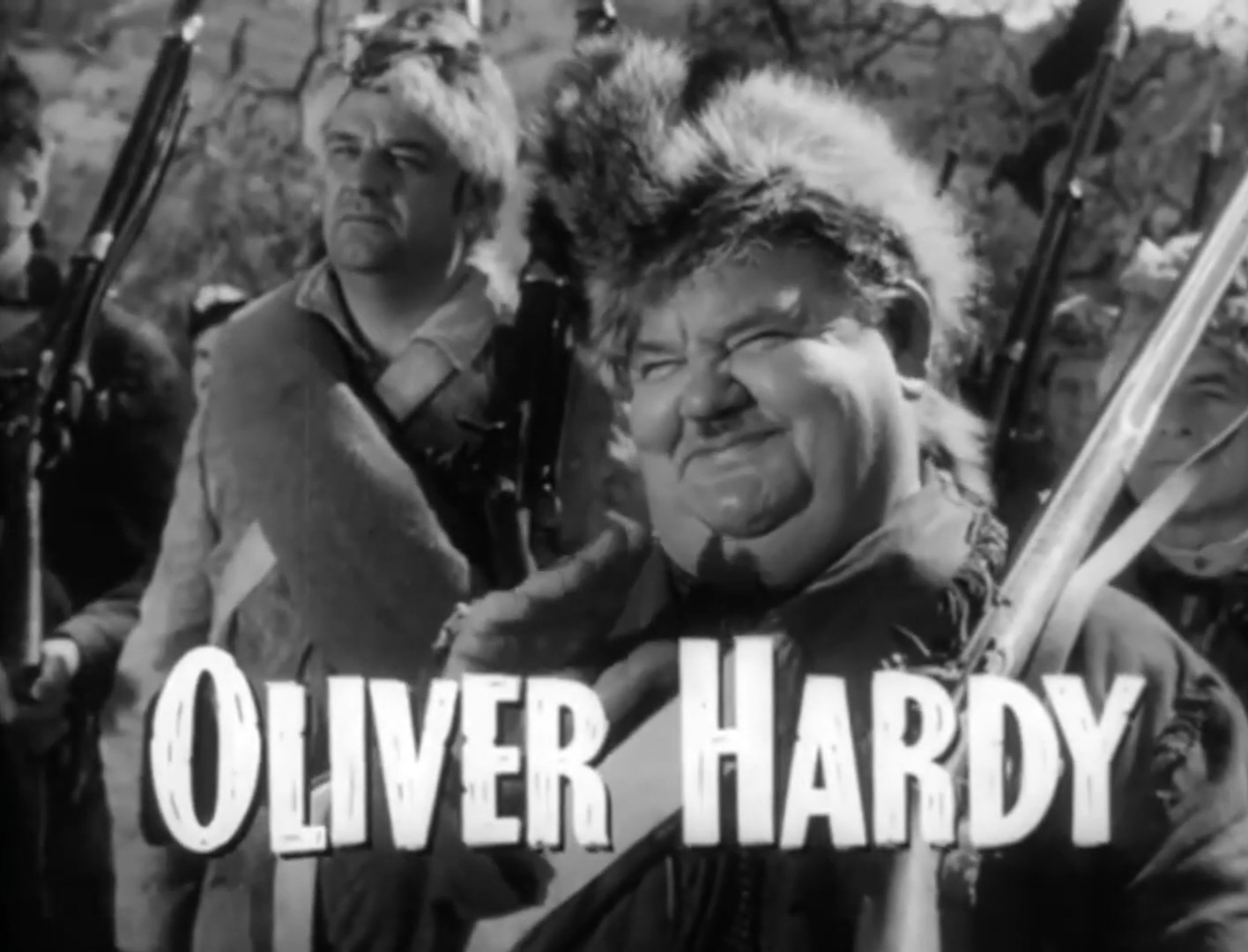
オリバー・ハーディー
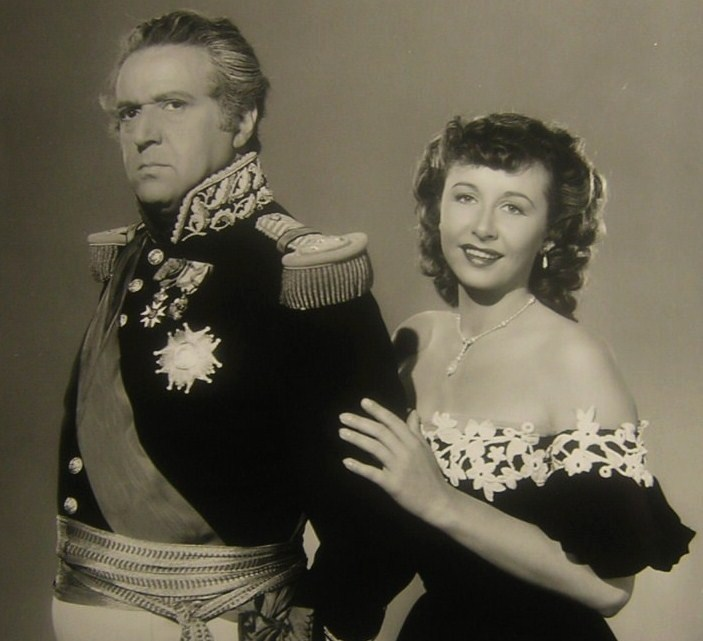
ヒューゴー・ハースとヴェラ・ラルストン